# Henrik Rignell
Henrik August Rignell, född den 22 september 1834 i Tolgs socken, Kronobergs län, död den 4 maj 1910 i Jönköping, var en svensk skolman. Han var far till Karl och Lotten Rignell.
Rignell blev student vid Uppsala universitet 1854 och avlade filosofie kandidatexamen där 1859. Han var adjunkt vid Högre allmänna läroverket i Jönköping 1860–1901. Rignell blev riddare av Vasaorden 1885.